# Plectranthus longipetiolatus
Plectranthus longipetiolatus là một loài thực vật có hoa trong họ Hoa môi. Loài này được (Gürke ex Engl.) ined. miêu tả khoa học đầu tiên.